# Ганс-Генріх Баден
Ганс-Генріх Баден (нім. Hans-Heinrich Baden; 30 квітня 1915, Бремен — 7 червня 1944, Біскайська затока) — німецький офіцер-підводник, оберлейтенант-цур-зее резерву крігсмаріне (1 квітня 1943).

## Біографія
1 жовтня 1938 року вступив на флот. З квітня 1941 по березень 1942 року — 2-й, в червні-жовтні 1942 року — 1-й вахтовий офіцер на підводному човні U-558, після чого пройшов курс командира човна. З 31 грудня 1942 року — командир U-955. 16 квітня 1944 року вийшов у свій перший і останній похід. 7 червня U-955 був потоплений в Біскайській затоці північніше мису Ортегаль (45°13′ пн. ш. 08°30′ зх. д.) глибинними бомбами британського летючого човна «Сандерленд». Всі 50 членів екіпажу загинули.

## Нагороди
- Нагрудний знак підводника (18 вересня 1941)
- Залізний хрест
  - 2-го класу (6 жовтня 1941)
  - 1-го класу (15 березня 1942)